# Luzia Simons

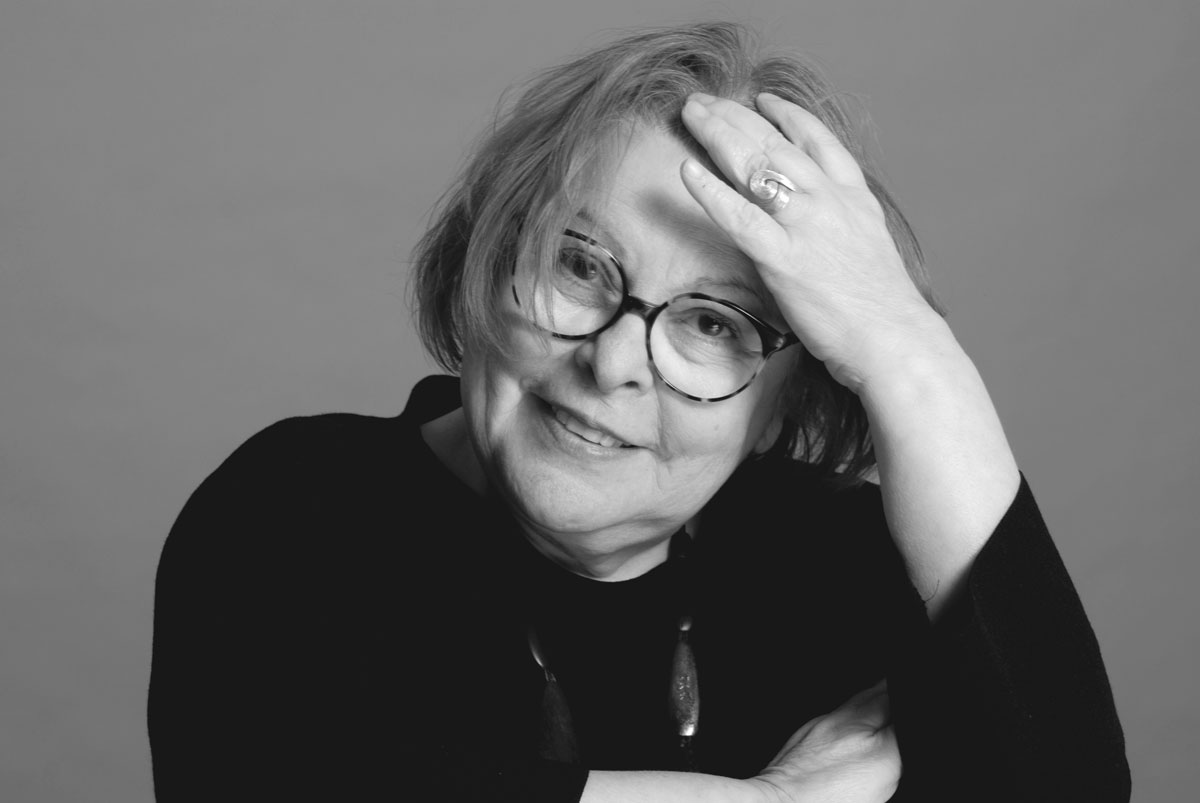
Retrato de Luzia Simons em 2019

Luzia Simons (nascida em 1953) é uma artista visual brasileira, que vive em Berlim. Simons expõe seu obra internacionalmente, incluindo uma exposição individual na Pinacoteca do Estado de São Paulo, no Brasil. Simons é pioneira no desenvolvimento do scanogram – uma técnica de mídia que combina elementos de pintura e fotografia.

## Infância e educação
Simons nasceu em 1953 em Quixadá, Ceará, Brasil. De 1977 a 1981, ela estudou história na Université Paris VIII Vincennes. De 1984 a 1986, ela estudou belas-artes na Sorbonne Paris . De 1988 a 2010, ela foi uma professora no Programa de Teatro de Marionetes, Staatlichen Hochschule für Musik und Darstellende Kunst, Estugarda, Alemanha.

## Carreira artística
Identidade como uma construção sociocultural tem sido central nas obras de Simons desde que ela deixou o Brasil aos 23 anos. As perguntas dela são dirigidas à continuidade, vulnerabilidade do indivíduo e sobre noções de transferência de cultura num mundo globalizado. Sua própria biografia serve de impulso para as obras que incluem fotografia, espetáculo, vídeo, escultura, desenho e recentemente aquarela e tapeçaria.

### SérieEstoque(1996-contínuo)

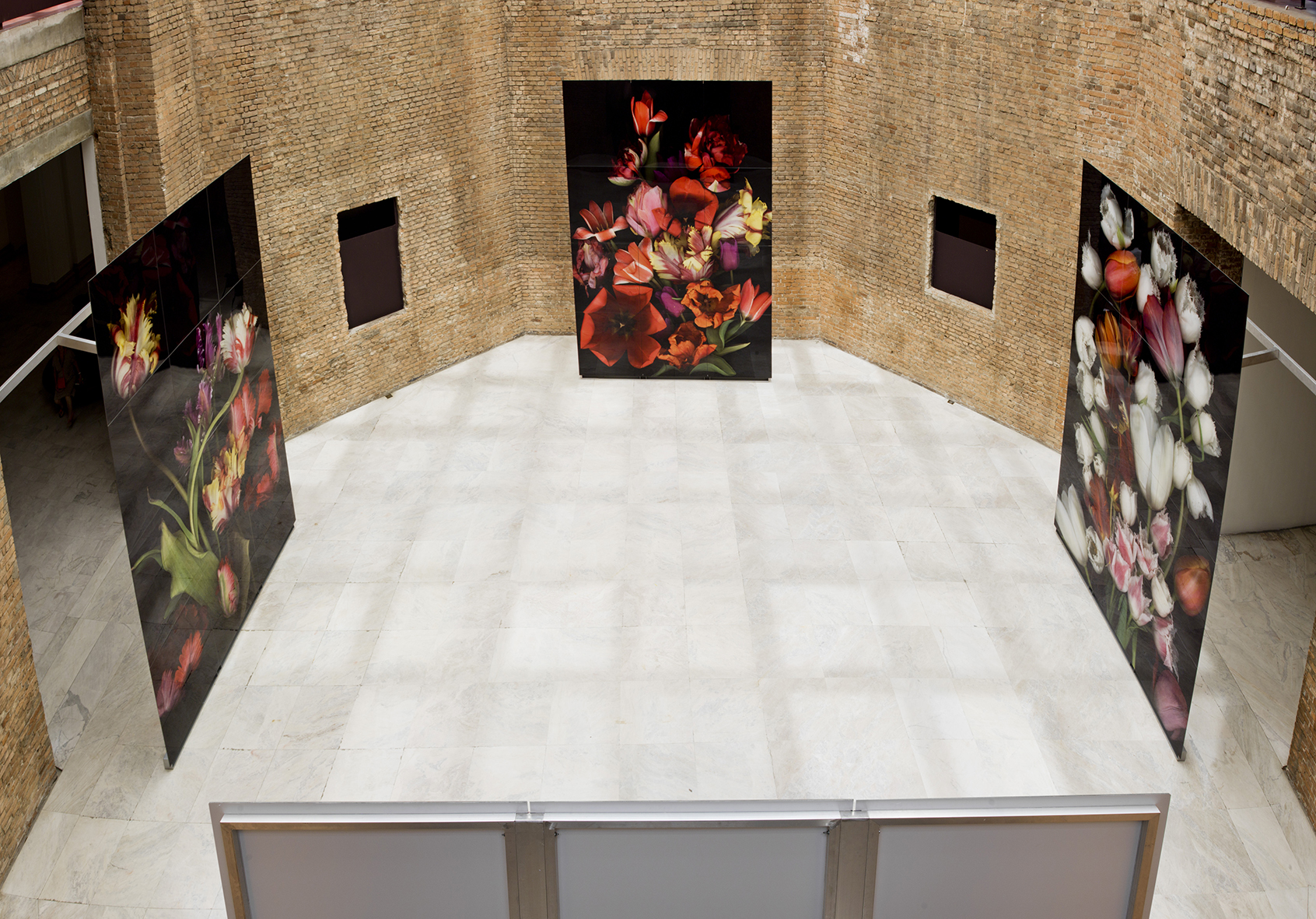
Segmentos na Pinacoteca do Estado de São Paulo, Brasil, 2013.

Simons começou a série Estoque em 1996 e tem estado a desenvolver novas modalidades de imagem desde então. A artista usa um scanner especializado de alta resolução num modo linear, sem um ponto de vista ou foco central, para suas composições com flores e elementos botânicos, especificamente a tulipa. Estes então são produzidos usando um processo de impressão por feixe de luz e montado num acabamento brilhante, ambos em dimensões pequenas e monumentais. As imagens produzidas mostram cores intensamente brilhantes e uma acuidade tremenda. Nas obras de Simons, a natureza morta da flor recebe uma mensagem cultural e sócio-política multifacetada. A artista arranja as tulipas como uma forma de homenagem às naturezas mortas barrocas holandesas ou flamengas com flores, às vezes sugerindo a mania das tulipas na Holanda do século XVII. Fora desta história, a tulipa de Simons se torna uma metáfora paraglobalização, identidade intercultural e nomadismo cultural.

## Exposições

### Exposições individuais
- 2002, Luzia Simons – Face Migration/Sichvermerke, Württembergischer Kunstverein Estugarda, Alemanha[12]
- 2006, Luzia Simons – Estoque, Künstlerhaus Bethanien [ de], Berlim, Alemanha [13][14]
- 2013, Luzia Simons - Segmentos, Pinacoteca do Estado de São Paulo, São Paulo, Brasil [1][15]

### Exposições coletivas
- 2016, Vanitas Rerum, Musée des Archives Nationales, Hôtel de Soubise, Paris, França[15]
- 2017, Bienal de Curitiba 2017, Curitiba, Brasil[16]
- 2019, Temporada de Arte Domaine de Chaumont-sur-Loire, Centre d'Arts et de Nature, Chaumont-sur-Loire, França[17]
- 2019, BAROCK, Caputh Palace, Sala de Colecionadores de Schwielowsee e ME, Berlim, Alemanha[18][19]
- 2021, XXVI Rohkunstbau, Castelo Lieberose, Spreewald, Alemanha[20][21]
- 2021, Brasilidade Pós-Modernismo, Centro Cultural Banco do Brasil, Rio de Janeiro, Brasil[22]

## Colecções
- Kunsthalle Emden, Alemanha[23]
- Kupferstich-Kabinett, Staatliche Kunstsammlungen Dresden (Coleções de Arte do Estado de Dresden), Alemanha[24]
- Fundo nacional de arte contemporânea (FRAC), Le Plateau (centre d'art contemporain) [fr] and Fonds régional d'art contemporain de Normandie-Caen [fr], França [25]
- Coleção Pirelli/ Museu de Arte de São Paulo, São Paulo, Brasil [26]
- Fundação New Carlsberg, Dinamarca [27]

## Publicações

### Livros de Simons
- Simons, Luzia (2003). Luzia Simons: Trânsito . Patrice Cotensin, Tereza de Arruda, Werner Knoedgen. Ostfildern: Hatje Cantz.
- Luzia Simons: Scannogramme e Instalação; Estoque . Claudia Emmert, Mitch Cohen, Luzia Simons, Berlim. Exposição Luzia Simons Stockage 2006, Künstlerhaus Bethanien, Berlim: 2006.
- Simons, Luzia (2012). Luzia Simões . Matias Harder. Berlim: Distanz.
- Simons, Luzia (2016). Instalações in situ Arquivos Nacionais, Paris - Pinacoteca do Estado de São Paulo . Tereza, de Aruda, Hans Schiler. [Berlim].
- Dams, Saskia (2019). Luzia Simons | Naturgeschichten . Günter Dr. Baumann, Museu em Kleihues-Bau Stadt Kornwestheim, Brandes e Mediaservice, Altenriet.
- Simons, Luzia. Vestígios . Berlim: Distanz, 2021. Editado por Tereza de Arruda. ISBN 978-3-95476-408-2.

### Livros com contribuições de Simons
- BAROCK (2019) : Künstlerische Interventionen em Schloss Caputh und der Wunderkammer der Olbricht Colecção, Berlim . Editores: Samuel Wittwer e Mark Gisbourne. Luzia Simons, Myriam Thyes, Rebecca Stevenson, Stiftung Preußische Schlösser e Gärten Berlin-Brandenburg. Esslingen.